# Solanum falciforme
Solanum falciforme es una especie arbustiva de la familia Solanaceae, nativa de América del Norte. 

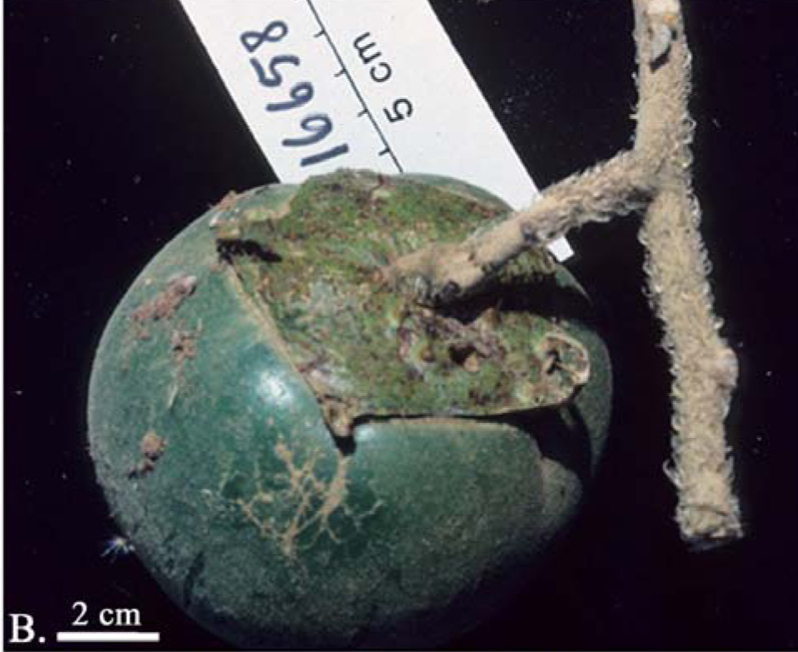
Fruto

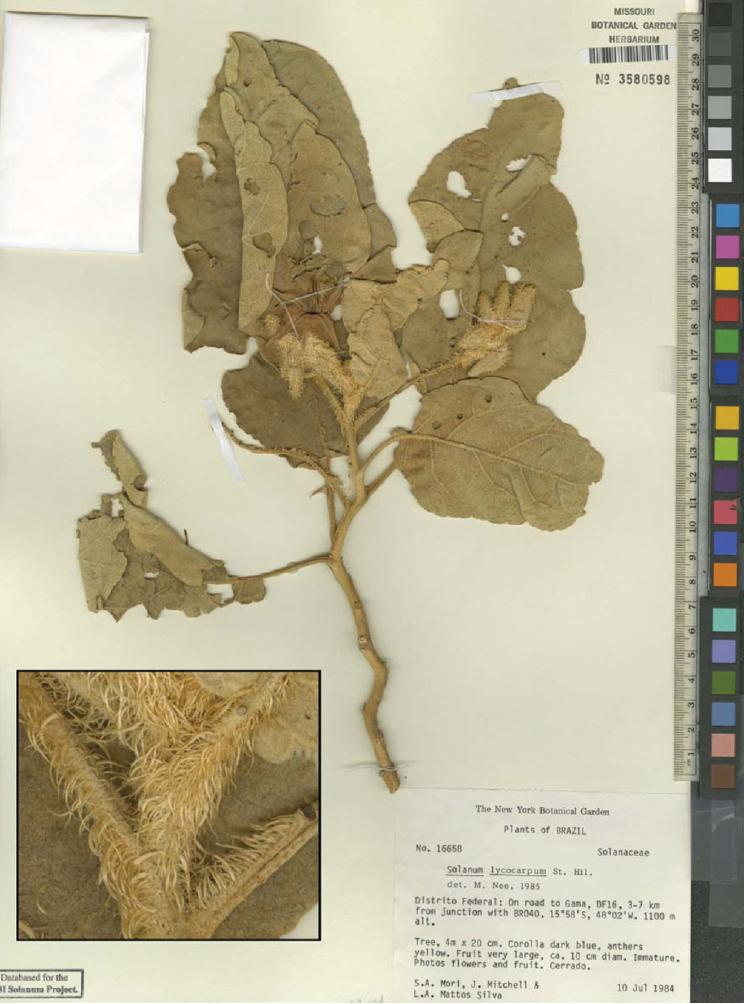
Hojas

## Descripción
Es un arbusto o pequeño árbol que alcanza un tamaño de 1-3  m de altura y 2-5 cm de diámetro. Tronco con espinas afiladas, robusto de base amplia, la corteza gris-marrón a marrón rojizo oscuro, lisa a ligeramente rugosa; floración de tallos armados con espinas de base amplia. Las hojas simples, de 19-25 × 7-17 cm o más,  lanceoladas, coriáceas ligeramente discoloras. Las inflorescencias de 3-9,5 cm, axilares, no ramificadas, con 8-15 flores. Corola de color violeta al azul, en forma de tubo de 6 a 8,2 mm. El fruto es una baya de 5-7,5 cm de diámetro, globosa, probablemente verde en la madurez.

## Distribución y hábitat
Solanum falciforme es endémica de Brasil, donde se encuentra en el cerrado y bordes de los caminos, a 380-1300 m de altitud, común en los Estados de Goiás y Distrito Federal, pero también ocurre en Bahía y Minas Gerais.

## Taxonomía
Solanum falciforme fue descrita por Frank Farruggia y publicado en PhytoKeys 1: 68–73, 1–2. 2010.
Etimología
Solanum: nombre genérico que deriva del vocablo Latíno equivalente al Griego στρνχνος (strychnos) para designar el Solanum nigrum (la "Hierba mora") —y probablemente otras especies del género, incluida la berenjena— , ya empleado por Plinio el Viejo en su Historia naturalis (21, 177 y 27, 132) y, antes, por Aulus Cornelius Celsus en De Re Medica (II, 33). Podría ser relacionado con el Latín sol. -is, "el sol", debido a que la planta sería propia de sitios algo soleados.
falciforme: epíteto latino que significa "con forma de hoz".